# Gyermekvasút
La Gyermekvasút (/ˈɟɛɾmɛkvɒʃuːt/) ou ligne 7 est une ligne de chemin de fer à voie étroite de Budapest. Elle relie la gare de Széchenyi-hegy avec la gare de Hűvösvölgy, en passant notamment par János-hegy dans les collines de Buda. Cette ligne a la particularité d'être exploitée par des enfants de 10 à 14 ans (à l'exception de la conduite et de la maintenance des trains et toujours sous la supervision d'encadrants adultes), et constitue ainsi une attraction touristique importante pour la capitale de la Hongrie. Anciennement Úttörővasút (« train des pionniers », en allusion aux Pionniers communistes), sa dénomination officielle est MÁV Zrt. Széchenyi-hegy Gyermekvasút (« chemin de fer des enfants reliant Széchenyi-hegy à Gyermekvasút »).

## Historique
En 1947, la compagnie des chemins de fer hongrois (MÁV) décide qu'un chemin de fer exploité par des enfants serait construit. Pour la construction du chemin de fer, plusieurs sites sont envisagés, y compris le quartier du Palais Gödöllő, le Margit-sziget et le Népliget, mais finalement en 1948, le Parti communiste hongrois choisit les collines de Buda. La construction commence le 11 avril 1948.
La première section, de Széchenyi-hegy à Előre (aujourd'hui Virágvölgy) a été inaugurée le 31 juillet 1948. La deuxième section, vers Ságváriliget (aujourd'hui Szépjuhászné), fut achevée un an plus tard, et la dernière section, vers Hűvösvölgy, fut ouverte le 20 août 1950.
Pendant la révolution hongroise de 1956, le chemin de fer a été fermé mais n'a pas été endommagé. Il rouvrit ses portes le 3 février 1957.
Un musée à la gare de Hűvösvölgy présente des objets de l'époque communiste.

## Gares
|  |   |  | Gare          |  | Correspondances                                    |
|  | - |  | ------------- |  | -------------------------------------------------- |
|  | o |  | Széchenyihegy |  | 60                                                 |
|  | • |  | Normafa       |  | 21 21A                                             |
|  | • |  | Csillebérc    |  | 21                                                 |
|  | • |  | Virágvölgy    |  |                                                    |
|  | • |  | Jánoshegy     |  |                                                    |
|  | • |  | Vadaspark     |  |                                                    |
|  | • |  | Szépjuhászné  |  | 22 22A 222                                         |
|  | • |  | Hárshegy      |  |                                                    |
|  | o |  | Hűvösvölgy    |  | 29 57 63 64 64A 157 157A 164 257 264 56 56A 59B 61 |